# Намасте

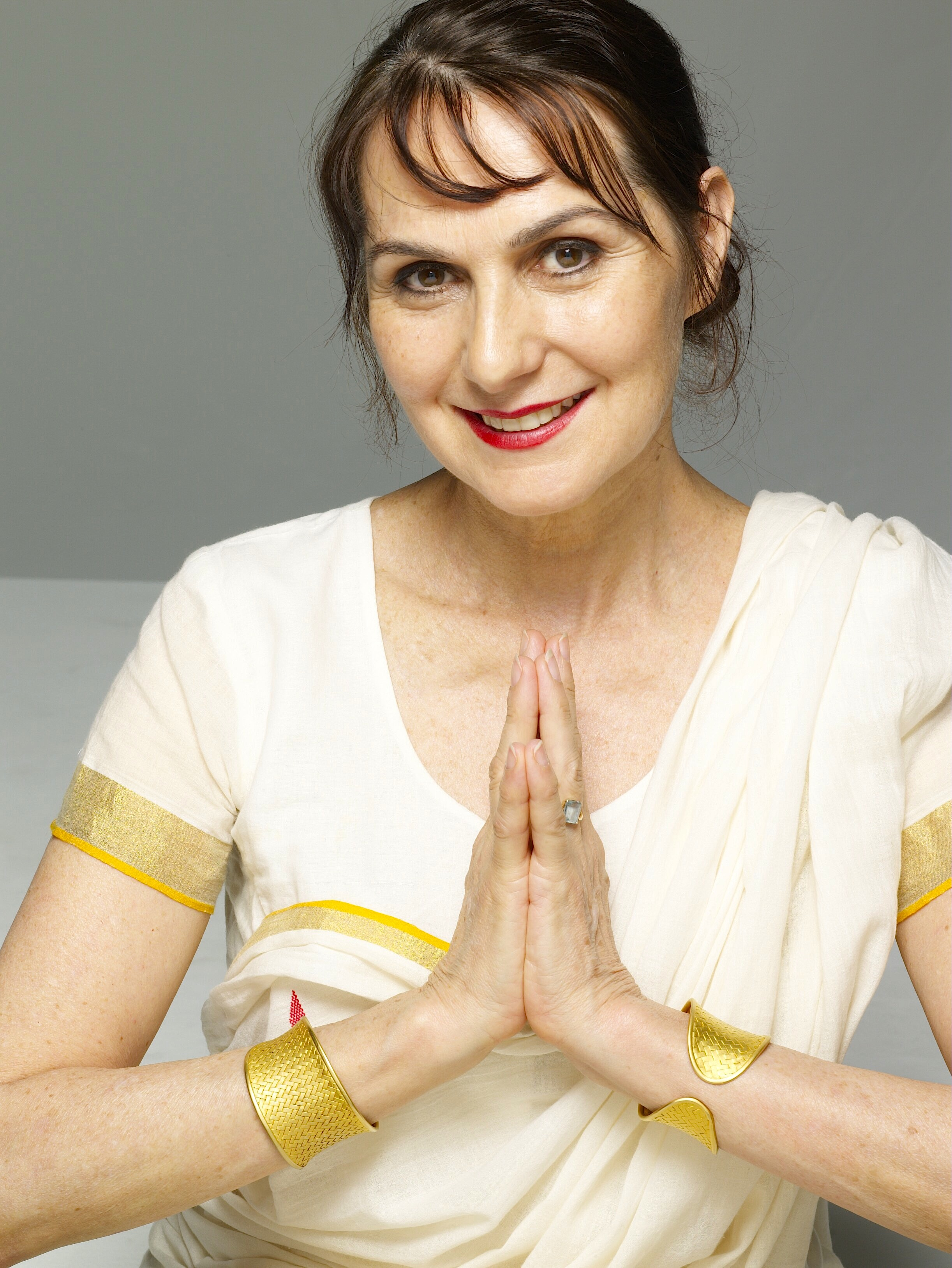

Намасте́ (санскр. नमस्ते, IAST: namaste, «намах» — поклон, «те» — тебе) — индийское и непальское приветственное слово, обращённое к конкретному человеку. Для приветствия группы людей используется слово намаскар.
Также название жеста в виде сложенных перед собой ладоней, принимаемого в знак приветствия, прощания, благодарности, выражения почтительности, во время молитвы и в некоторых асанах в йоге.
В широком смысле означает: «Божественное во мне приветствует и соединяется с божественным в тебе» — то есть уважительное преклонение и прославление Всевышнего, божественной сущности мироздания, частичкой которого является человек, признание единства и вечной духовности всего сущего, согласно традициям.
Николай Рерих в росписях храма Святого Духа в Талашкине изобразил «Царицу Небесную» в алтаре в образе «Матери Мира». Руки Царицы Небесной сложены перед грудью в жесте намасте.